# Žun
Žun je priimek več znanih Slovencev: 
- Anton Žun (1917—1978), pravnik in sociolog, univ. profesor
- Iztok Žun (1946—2016), strojnik, univ. profesor
- Klemen Žun, cineast, filmski publicist
- Milan Žun (1910—1988), gospodarstvenik
- Milena Žun (1901—1983), učiteljica, sour. Jugoslovanski učiteljiščnik (s Tonetom Seliškarjem, 1919)
- Roman Žun - Pavel (1932—2016), amaterski igralec-gledališčnik (o.š.prof.slov.)
- Štefan Žun, dr. geografije, ravnatelj in predavatelj višje šole- Šolski center Kranj
- Uroš Žun (1903—1977), policijski komisar, prejemnik naziva pravični med narodi
- Valentin Žun (1873—1918), pravnik, finančni strokovnjak
- Živan Žun (1922—1943?), prevajalec (iz bolgarščine in češčine?)